# Kunkovice (Čachrov)
Kunkovice jsou malá vesnice, část městyse Čachrov v okrese Klatovy v Plzeňském kraji. Nachází se asi 2,5 kilometru jihovýchodně od Čachrova. Je zde evidováno 27 adres. V roce 2011 zde trvale žilo padesát obyvatel.
Kunkovice leží v katastrálním území Kunkovice u Čachrova o rozloze 2,09 km².

## Historie
První písemná zmínka o vesnici pochází z roku 1404.

## Obyvatelstvo
| Rok            | 1869 | 1880 | 1890 | 1900 | 1910 | 1921 | 1930 | 1950 | 1961 | 1970 | 1980 | 1991 | 2001 | 2011 | 2021 |
| -------------- | ---- | ---- | ---- | ---- | ---- | ---- | ---- | ---- | ---- | ---- | ---- | ---- | ---- | ---- | ---- |
| Počet obyvatel | 170  | 174  | 130  | 114  | 137  | 153  | 128  | 96   | 84   | 63   | 62   | 46   | 43   | 50   | 40   |
| Počet domů     | 18   | 19   | 17   | 16   | 16   | 16   | 19   | 20   | 47   | 19   | 15   | 20   | 20   | 21   | 21   |

## Obecní správa
Při sčítání lidu v letech 1850–1975 Kunkovice byly samostatnou obcí, se kterým patřily nejprve do okresu Sušice, ale od roku 1960 v okrese Klatovy. Od 1. ledna 1976 jsou částí městyse Čachrov v okrese Klatovy. V letech 1850–1889 k obci patřila Svinná, v letech 1850–1960 Radvanice, v letech 1850–1969 Jarkovice a v letech 1850–1975 také Dobřemilice, Chvalšovice a Předvojovice.

## Pamětihodnosti
- Zámek Kunkovice
- Usedlost čp. 6

## Osobnosti
- Josef Kohlrus (1815–1893), duchovní a chovatel včel

## Galerie

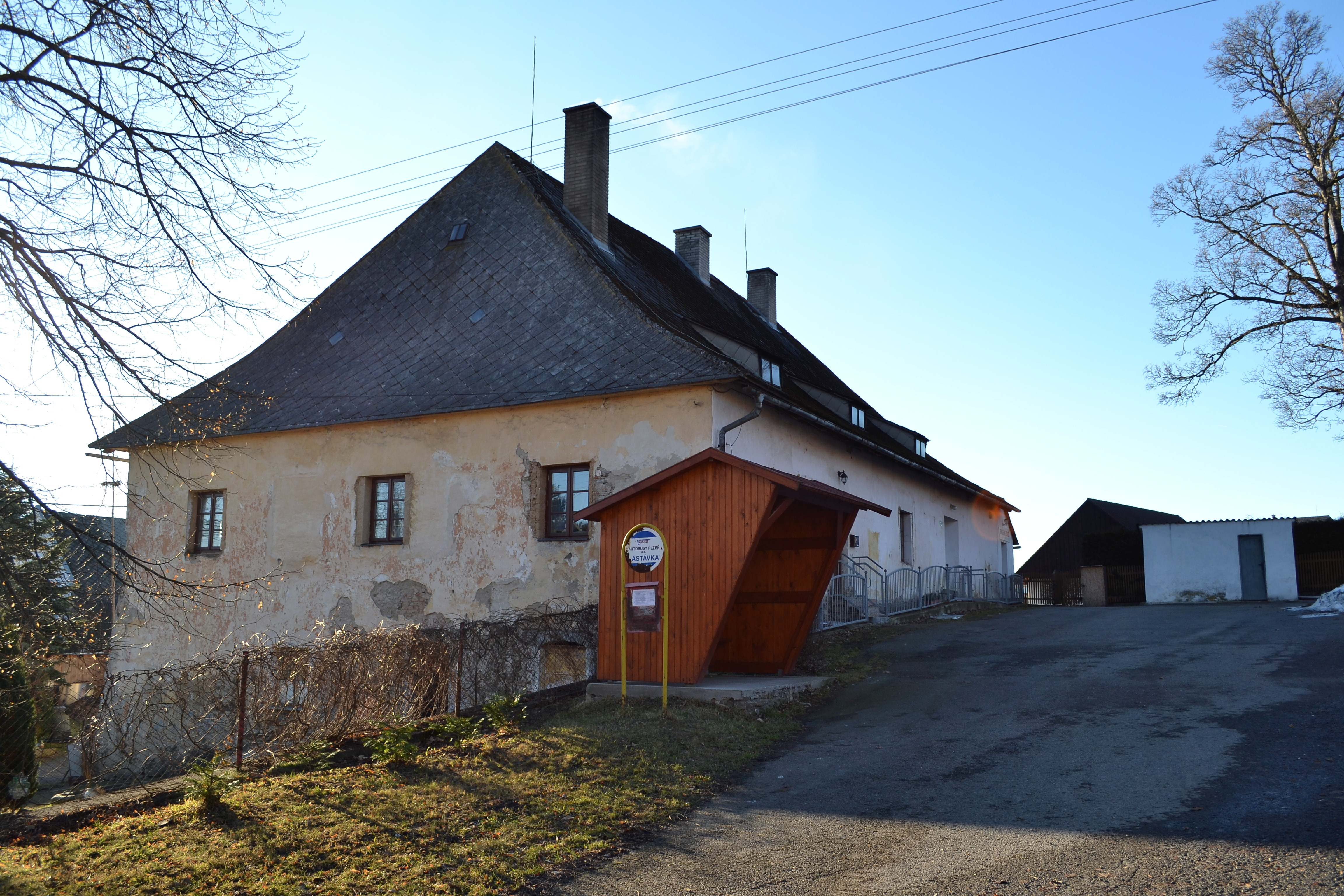
Zámek, čp. 1
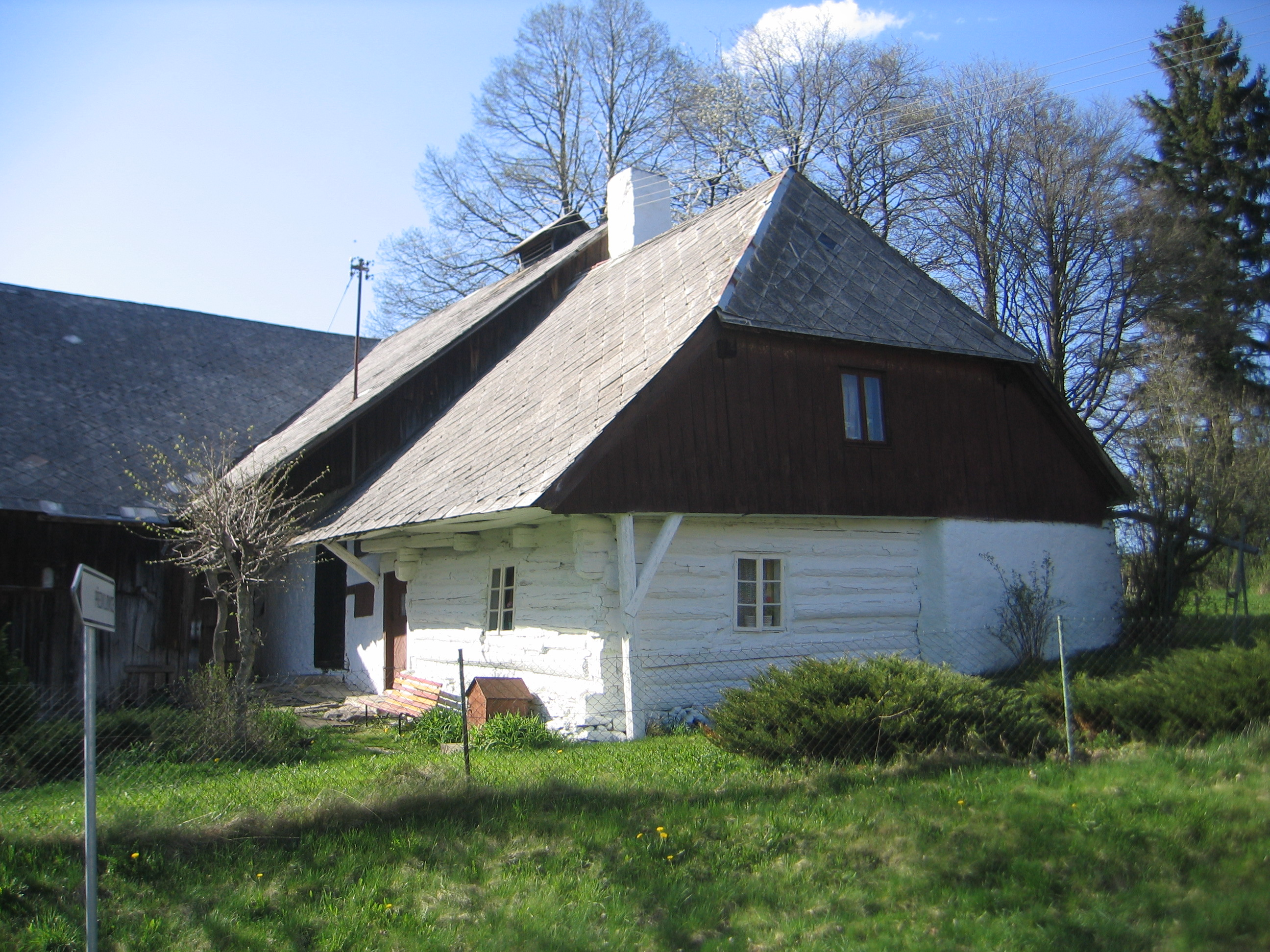
Kunkovice čp. 6
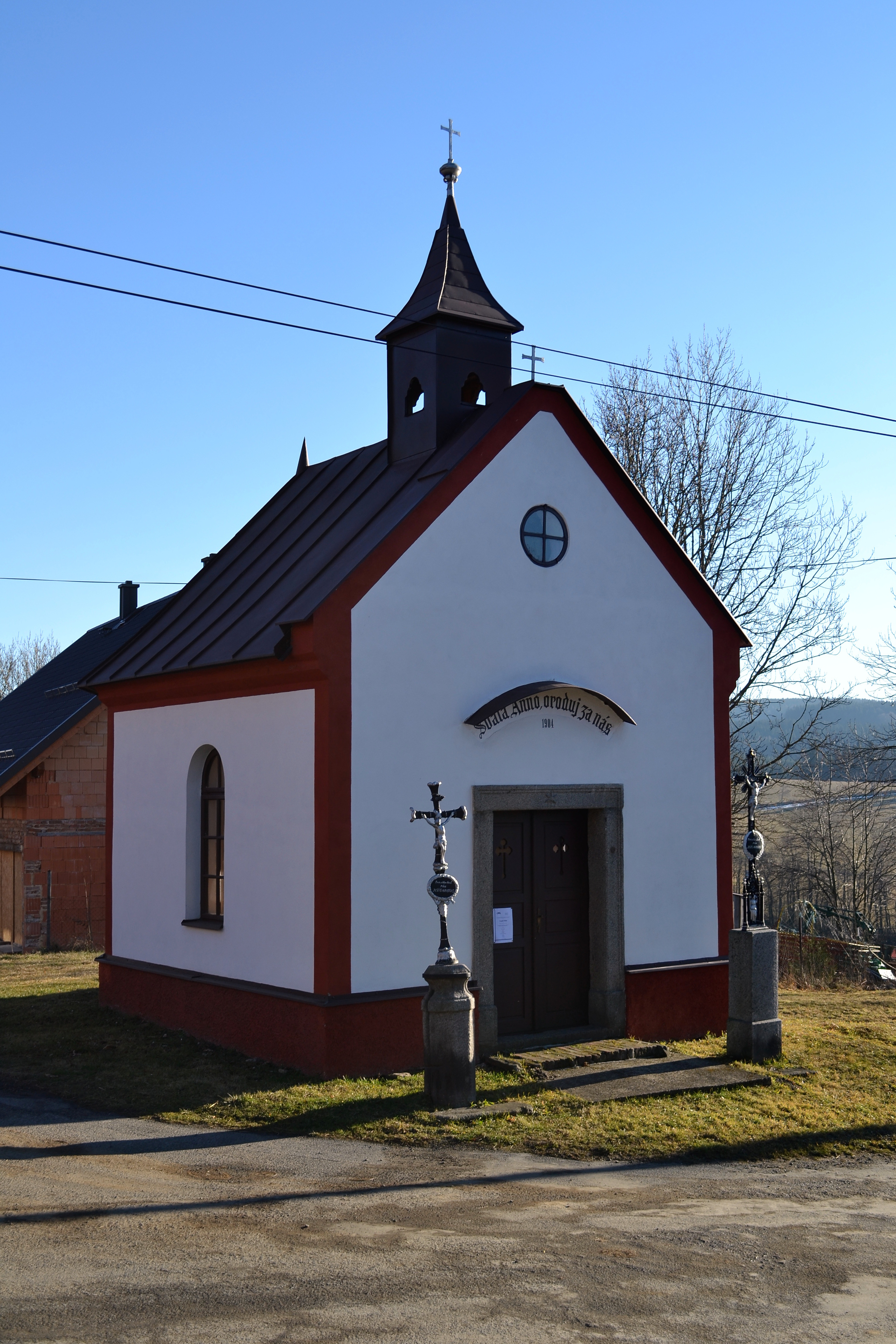
Kaple na návsi